# Superliga ukraińska w piłce siatkowej mężczyzn (2011/2012)
Ukraińska Superliha Siatkarzy 2011/2012 - 21. sezon walki o mistrzostwo Ukrainy organizowany przez Ukraiński Związek Piłki Siatkowej (ukr. Федерація волейболу України, ФВУ). Zainaugurowany został 30 września 2011 roku i trwał do 13 maja 2012 roku.
Klub Łokomotyw Charków brał udział także w otwartej rosyjskiej Superlidze, z tego względu nie uczestniczył w fazie zasadniczej.
W sezonie 2011/2012 w Pucharze CEV Ukrainę reprezentował Łokomotyw Charków.

## System rozgrywek
- Faza zasadnicza: W fazie zasadniczej osiem drużyn rozegrało między sobą po cztery spotkania. Trzy najlepsze zespoły dołączyły do klubu Łokomotyw Charków i rywalizowały o miejsca 1-4, natomiast pozostałe zespoły walczyły między sobą o utrzymanie.
- Mecze o miejsca 1-4: W ramach rozgrywek o miejsca 1-4 rozegrano cztery turnieje. W każdym turnieju drużyny grały między sobą po jednym spotkaniu. Mistrzem Ukrainy został klub, który po rozegraniu wszystkich meczów miał największą liczbę punktów.
- Mecze o miejsca 5-9: W ramach rozgrywek o miejsca 5-9 rozegrano dwa turnieje. W każdym turnieju drużyny grały między sobą po jednym spotkaniu. Drużyna, która zajęła 7. miejsce, grała w barażach o utrzymanie z drugą drużyną niższej ligi, natomiast zespoły z miejsc 8-9 spadły do wyszczej lihy.

## Drużyny uczestniczące
| | Ukraińska Superliha Siatkarzy 2011/2012 |   |
| --- | --------------------------------------- | - |
| CHA | Łokomotyw Charków                       | 1 |
| ISC | Impeksahro Sport Czerkasy               | 2 |
| LEC | Łoko-Ekspres Charków                    | 3 |
| KRY | Krymsoda Krasnoperekopsk                | 4 |
| BDB | Budіwelnyk-Dynamo-Bukowyna Czerniowce   | 5 |
| JUA | Jurydyczna akademіja Charków            | 6 |
| BUR | Burewisnyk-SzWSM Czernihów              | 7 |
| FAW | Faworyt Łubnie                          | 8 |
| | Awans z Wyszczej lihy                   |   |
| NOW | Nowator Chmielnicki                     | 1 |
| Oznaczenia: - kolumna pierwsza – skróty nazw drużyn wpisane na mapie (jeśli ta została zamieszczona), - kolumna trzecia – miejsce zajęte przez daną drużynę w poprzednim sezonie. |                                         |   |

## Faza zasadnicza

### Tabele wyników
| Gospodarz \ Gość1                     | ISC | LEC | KRY | BDB | JUA | BUR | FAW | NOW |
| Impeksahro Sport Czerkasy             |     | 3:1 | 3:1 | 3:1 | 3:1 | 3:0 | 3:2 | 3:1 |
| Łoko-Ekspres Charków                  | 3:0 |     | 0:3 | 3:1 | 3:2 | 3:1 | 0:3 | 1:3 |
| Krymsoda Krasnoperekopsk              | 3:0 | 3:0 |     | 3:0 | 3:0 | 3:0 | 3:0 | 3:0 |
| Budіwelnyk-Dynamo-Bukowyna Czerniowce | 3:2 | 0:3 | 0:3 |     | 2:3 | 2:3 | 0:3 | 2:3 |
| Jurydyczna akademіja Charków          | 0:3 | 1:3 | 0:3 | 1:3 |     | 3:1 | 3:1 | 1:3 |
| Burewisnyk-SzWSM Czernihów            | 0:3 | 2:3 | 1:3 | 3:0 | 3:1 |     | 3:2 | 3:2 |
| Faworyt Łubnie                        | 3:0 | 3:2 | 0:3 | 3:1 | 3:0 | 3:0 |     | 3:0 |
| Nowator Chmielnicki                   | 3:2 | 2:3 | 0:3 | 3:1 | 3:0 | 3:1 | 3:1 |     |

| Gospodarz \ Gość1                     | ISC | LEC | KRY | BDB | JUA | BUR | FAW | NOW |
| Impeksahro Sport Czerkasy             |     | 3:0 | 3:0 | 3:0 | 3:1 | 1:3 | 1:3 | 3:0 |
| Łoko-Ekspres Charków                  | 3:1 |     | 1:3 | 3:0 | 3:0 | 2:3 | 3:2 | 0:3 |
| Krymsoda Krasnoperekopsk              | 3:0 | 3:0 |     | 3:1 | 3:0 | 3:1 | 3:0 | 3:0 |
| Budіwelnyk-Dynamo-Bukowyna Czerniowce | 0:3 | 1:3 | 1:3 |     | 3:1 | 2:3 | 0:3 | 2:3 |
| Jurydyczna akademіja Charków          | 3:0 | 1:3 | 2:3 | 1:3 |     | 2:3 | 0:3 | 0:3 |
| Burewisnyk-SzWSM Czernihów            | 1:3 | 1:3 | 1:3 | 1:3 | 3:2 |     | 3:2 | 1:3 |
| Faworyt Łubnie                        | 3:1 | 3:2 | 3:0 | 3:1 | 3:1 | 3:1 |     | 3:0 |
| Nowator Chmielnicki                   | 0:3 | 0:3 | 0:3 | 3:1 | 3:1 | 3:0 | 3:0 |     |

### Tabela fazy zasadniczej
| Lp. | Drużyna                               | Pkt | Mecze | Mecze | Mecze | Rodzaj wyniku | Rodzaj wyniku | Rodzaj wyniku | Rodzaj wyniku | Rodzaj wyniku | Rodzaj wyniku | Sety | Sety | Sety  | Małe punkty | Małe punkty | Małe punkty |
| Lp. | Drużyna                               | Pkt | M     | W     | P     | 3:0           | 3:1           | 3:2           | 2:3           | 1:3           | 0:3           | wyg. | prz. | stos. | zdob.       | str.        | stos.       |
| --- | ------------------------------------- | --- | ----- | ----- | ----- | ------------- | ------------- | ------------- | ------------- | ------------- | ------------- | ---- | ---- | ----- | ----------- | ----------- | ----------- |
| 1   | Krymsoda Krasnoperekopsk              | 74  | 28    | 25    | 3     | 18            | 6             | 1             | 0             | 1             | 2             | 76   | 17   | 4.471 | 2264        | 1884        | 1.202       |
| 2   | Faworyt Łubnie                        | 56  | 28    | 18    | 10    | 10            | 6             | 2             | 4             | 2             | 4             | 64   | 40   | 1.6   | 2360        | 2211        | 1.067       |
| 3   | Impeksahro Sport Czerkasy             | 52  | 28    | 17    | 11    | 9             | 7             | 1             | 2             | 4             | 5             | 59   | 42   | 1.405 | 2322        | 2225        | 1.044       |
| 4   | Łoko-Ekspres Charków                  | 47  | 28    | 16    | 12    | 5             | 7             | 4             | 3             | 3             | 6             | 57   | 51   | 1.118 | 2416        | 2326        | 1.039       |
| 5   | Nowator Chmielnicki                   | 47  | 28    | 16    | 12    | 5             | 8             | 3             | 2             | 1             | 9             | 53   | 50   | 1.06  | 2262        | 2284        | 0.99        |
| 6   | Burewisnyk-SzWSM Czernihów            | 26  | 28    | 11    | 17    | 1             | 2             | 8             | 1             | 11            | 5             | 46   | 69   | 0.667 | 2458        | 2623        | 0.937       |
| 7   | Budіwelnyk-Dynamo-Bukowyna Czerniowce | 19  | 28    | 5     | 23    | 0             | 4             | 1             | 5             | 9             | 9             | 34   | 75   | 0.453 | 2272        | 2533        | 0.897       |
| 8   | Jurydyczna akademіja Charków          | 15  | 28    | 4     | 24    | 1             | 2             | 1             | 4             | 11            | 9             | 31   | 76   | 0.408 | 2276        | 2544        | 0.895       |

Źródło: fvu.in.ua
Punktacja: 3:0 i 3:1 – 3 pkt; 3:2 – 2 pkt; 2:3 – 1 pkt; 1:3 i 0:3 – 0 pkt
Zasady ustalania kolejności: 1. liczba punktów; 2. stosunek setów; 3. stosunek małych punktów; 4. bilans w bezpośrednich meczach
     mecze o miejsca 1-4
     mecze o miejsca 5-9

## Druga runda

### Mecze o miejsca 1-4

#### Tabele wyników
| Gospodarz \ Gość1         | CHA | KRY | FAW | ISC |
| Łokomotyw Charków         |     | 3:0 | 2:3 | 3:1 |
| Krymsoda Krasnoperekopsk  | 1:3 |     | 3:0 | 3:0 |
| Faworyt Łubnie            | 0:3 | 1:3 |     | 3:1 |
| Impeksahro Sport Czerkasy | 0:3 | 0:3 | 3:0 |     |

| Gospodarz \ Gość1         | CHA | KRY | FAW | ISC |
| Łokomotyw Charków         |     | 1:3 | 2:3 | 3:2 |
| Krymsoda Krasnoperekopsk  | 1:3 |     | 3:0 | 3:1 |
| Faworyt Łubnie            | 0:3 | 0:3 |     | 3:1 |
| Impeksahro Sport Czerkasy | 0:3 | 0:3 | 3:0 |     |

#### Tabela
| Lp. | Drużyna                   | Pkt | Mecze | Mecze | Mecze | Rodzaj wyniku | Rodzaj wyniku | Rodzaj wyniku | Rodzaj wyniku | Rodzaj wyniku | Rodzaj wyniku | Sety | Sety | Sety  | Małe punkty | Małe punkty | Małe punkty |
| Lp. | Drużyna                   | Pkt | M     | W     | P     | 3:0           | 3:1           | 3:2           | 2:3           | 1:3           | 0:3           | wyg. | prz. | stos. | zdob.       | str.        | stos.       |
| --- | ------------------------- | --- | ----- | ----- | ----- | ------------- | ------------- | ------------- | ------------- | ------------- | ------------- | ---- | ---- | ----- | ----------- | ----------- | ----------- |
| 1   | Łokomotyw Charków         | 28  | 12    | 9     | 3     | 5             | 3             | 1             | 2             | 1             | 0             | 32   | 14   | 2.286 | 1103        | 935         | 1.18        |
| 2   | Krymsoda Krasnoperekopsk  | 27  | 12    | 9     | 3     | 6             | 3             | 0             | 0             | 2             | 1             | 29   | 12   | 2.417 | 970         | 875         | 1.109       |
| 3   | Faworyt Łubnie            | 10  | 12    | 4     | 8     | 0             | 2             | 2             | 0             | 1             | 7             | 13   | 30   | 0.433 | 878         | 998         | 0.88        |
| 4   | Impeksahro Sport Czerkasy | 7   | 12    | 2     | 10    | 2             | 0             | 0             | 1             | 4             | 5             | 12   | 30   | 0.4   | 850         | 993         | 0.856       |

Źródło: fvu.in.ua
Punktacja: 3:0 i 3:1 – 3 pkt; 3:2 – 2 pkt; 2:3 – 1 pkt; 1:3 i 0:3 – 0 pkt
Zasady ustalania kolejności: 1. liczba punktów; 2. stosunek setów; 3. stosunek małych punktów; 4. bilans w bezpośrednich meczach

### Mecze o miejsca 5-9

#### Tabela wyników
| Gospodarz \ Gość1                     | LEC | NOW | BUR | BDB | JUA |
| Łoko-Ekspres Charków                  |     | 1:3 | 1:3 | 2:3 | 3:0 |
| Nowator Chmielnicki                   | 2:3 |     | 3:0 | 3:0 | 0:3 |
| Burewisnyk-SzWSM Czernihów            | 0:3 | 2:3 |     | 2:3 | 1:3 |
| Budіwelnyk-Dynamo-Bukowyna Czerniowce | 1:3 | 2:3 | 0:3 |     | 1:3 |
| Jurydyczna akademіja Charków          | 1:3 | 3:2 | 3:2 | 3:0 |     |

Źródło: fvu.in.ua
1 Drużyna gospodarzy jest wymieniona po lewej stronie tabeli.
Kolory:
  zwycięstwo gospodarzy 3:0 lub 3:1
  zwycięstwo gospodarzy 3:2
  zwycięstwo gości 3:0 lub 3:1
  zwycięstwo gości 3:2

#### Tabela
| Lp. | Drużyna                               | Pkt | Mecze | Mecze | Mecze | Rodzaj wyniku | Rodzaj wyniku | Rodzaj wyniku | Rodzaj wyniku | Rodzaj wyniku | Rodzaj wyniku | Sety | Sety | Sety  | Małe punkty | Małe punkty | Małe punkty |
| Lp. | Drużyna                               | Pkt | M     | W     | P     | 3:0           | 3:1           | 3:2           | 2:3           | 1:3           | 0:3           | wyg. | prz. | stos. | zdob.       | str.        | stos.       |
| --- | ------------------------------------- | --- | ----- | ----- | ----- | ------------- | ------------- | ------------- | ------------- | ------------- | ------------- | ---- | ---- | ----- | ----------- | ----------- | ----------- |
| 1   | Jurydyczna akademіja Charków          | 16  | 8     | 6     | 2     | 2             | 2             | 2             | 0             | 1             | 1             | 19   | 12   | 1.583 | 705         | 663         | 1.063       |
| 2   | Łoko-Ekspres Charków                  | 15  | 8     | 5     | 3     | 2             | 2             | 1             | 1             | 2             | 0             | 19   | 13   | 1.462 | 719         | 671         | 1.072       |
| 3   | Nowator Chmielnicki                   | 15  | 8     | 5     | 3     | 2             | 1             | 2             | 2             | 0             | 1             | 19   | 14   | 1.357 | 737         | 680         | 1.084       |
| 4   | Burewisnyk-SzWSM Czernihów            | 9   | 8     | 2     | 6     | 1             | 1             | 0             | 3             | 1             | 2             | 13   | 19   | 0.684 | 668         | 730         | 0.915       |
| 5   | Budіwelnyk-Dynamo-Bukowyna Czerniowce | 5   | 8     | 2     | 6     | 0             | 0             | 2             | 1             | 2             | 3             | 10   | 22   | 0.455 | 634         | 719         | 0.882       |

Źródło: fvu.in.ua
Punktacja: 3:0 i 3:1 – 3 pkt; 3:2 – 2 pkt; 2:3 – 1 pkt; 1:3 i 0:3 – 0 pkt
Zasady ustalania kolejności: 1. liczba punktów; 2. stosunek setów; 3. stosunek małych punktów; 4. bilans w bezpośrednich meczach
     baraże
     spadek do wyszczej lihy

## Klasyfikacja końcowa
| Lp.                                                 | Drużyna                               |
| --------------------------------------------------- | ------------------------------------- |
| 1                                                   | Łokomotyw Charków                     |
| 2                                                   | Krymsoda Krasnoperekopsk              |
| 3                                                   | Faworyt Łubnie                        |
| 4                                                   | Impeksahro Sport Czerkasy             |
| 5                                                   | Jurydyczna akademіja Charków          |
| 6                                                   | Łoko-Ekspres Charków                  |
| 7                                                   | Nowator Chmielnicki                   |
| 8                                                   | Burewisnyk-SzWSM Czernihów            |
| 9                                                   | Budіwelnyk-Dynamo-Bukowyna Czerniowce |
| Puchar CEV 2012/2013 baraże spadek do wyszczej lihy |                                       |

| Mistrzostwo                           |
| ------------------------------------- |
| Łokomotyw Charków                     |
| Puchar                                |
| Łokomotyw Charków                     |
| Spadek do wyszczej lihy               |
| Burewisnyk-SzWSM Czernihów            |
| Budіwelnyk-Dynamo-Bukowyna Czerniowce |
| Awans z wyszczej lihy                 |
| ChimpromSumDU Sumy                    |

## Baraże
(do trzech zwycięstw)
| Data                | Gospodarz            | Rezultat                                | Gość                 | Widzów               |                      |
| ------------------- | -------------------- | --------------------------------------- | -------------------- | -------------------- | -------------------- |
| Nowator Chmielnicki | Nowator Chmielnicki  | 3 – 1                                   | SDJuSSz-WNAU Winnica | SDJuSSz-WNAU Winnica | SDJuSSz-WNAU Winnica |
| 05.05.2012          | Nowator Chmielnicki  | 3:2 (20:25, 24:26, 32:30, 25:21, 15:13) | SDJuSSz-WNAU Winnica | 200                  |                      |
| 06.05.2012          | Nowator Chmielnicki  | 0:3 (23:25, 23:25, 23:25)               | SDJuSSz-WNAU Winnica | 100                  |                      |
| 12.05.2012          | SDJuSSz-WNAU Winnica | 2:3 (22:25, 21:25, 25:19, 25:21, 9:15)  | Nowator Chmielnicki  | 350                  |                      |
| 13.05.2012          | SDJuSSz-WNAU Winnica | 2:3 (23:25, 20:25, 25:19, 25:22, 9:15)  | Nowator Chmielnicki  | 310                  |                      |

## Nagrody indywidualne
| Najlepszy blokujący    | Mykoła Rudnyćkyj (Łokomotyw Charków) |
| Najlepszy rozgrywający | Serhij Humeniuk (Łokomotyw Charków)  |
| Najlepszy atakujący    | Serhij Tiutlin (Łokomotyw Charków)   |
| Najlepszy libero       | Denys Fomin (Łokomotyw Charków)      |